# Catedral de la Santísima Trinidad (Beni)
La Catedral de la Santísima Trinidad es un patrimonio cultural e histórico ubicado en la ciudad de Trinidad, capital del departamento del Beni, Bolivia. Situada en la acera sur de la plaza principal, esta catedral es la sede del Vicariato Apostólico del Beni, una jurisdicción eclesiástica de la Iglesia católica de rito latino.

## Historia
La construcción de la catedral comenzó el 1 de enero de 1924, cuando el monseñor Ramón Calvo, primer obispo vicario apostólico del Beni, colocó la primera piedra. La obra fue dirigida por el padre Lucas Fernández de la Peña y el ingeniero Martín Pascual, siguiendo los planos elaborados por el ingeniero Formario González. Los ladrillos utilizados fueron fabricados localmente por José Pardo y José Navarro, mientras que el cemento fue importado desde Alemania.

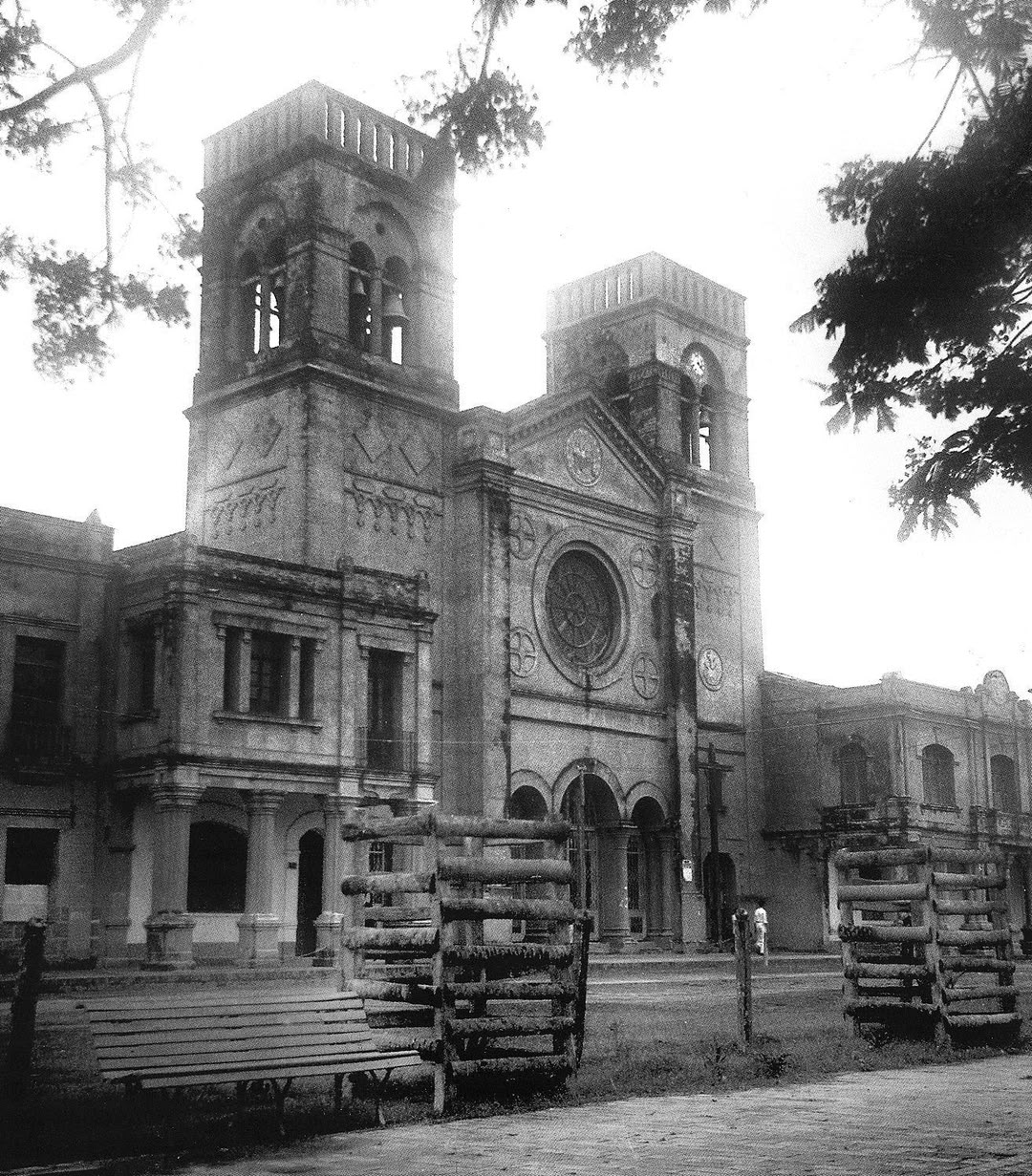
La Catedral de Trinidad en la década de 1930.

La catedral fue inaugurada preliminarmente el 6 de agosto de 1932 con un solemne Te Deum, y fue bendecida y consagrada a La Santísima Trinidad el 24 de diciembre del mismo año.

## Arquitectura
De estilo neorrománico, la catedral presenta una fachada simétrica con dos altos campanarios en su bloque central. El edificio consta de tres naves, con dimensiones de 57,40 metros de largo, 25 metros de ancho y 20,75 metros de altura, mientras que las torres alcanzan los 35 metros de altura. El diseño del templo fue realizado por el arquitecto español Martín Pascual, y las torres se completaron en 1942 bajo la supervisión del padre Jaime Anzola. La fachada frontal se organiza en tres secciones verticales definidas por cuatro contrafuertes, con cuatro niveles horizontales de decoración. El primer nivel tiene arcos de medio punto sobre las entradas de las naves (elementos típicos del románico), mientras que el segundo nivel es ciego (sin ventanas principales). En el tercer nivel se abre un rosetón central cerrado flanqueado por cuatro círculos con cruces en su interior; a cada lado se ubican símbolos tallados que representan a las órdenes religiosas históricas de la región: la franciscana (a la derecha) y la jesuítica (a la izquierda). En el nivel superior se elevan las dos torres cuadradas, rematadas con barandillas: la torre derecha incorpora un segundo arco con un reloj, y la torre izquierda conserva las campanas coloniales originales traídas de la época misional. Finalmente, la nave central culmina en un frontón triangular cuyo rosetón ciego está decorado con un relieve de la Santísima Trinidad y una cruz en la cúspide, reafirmando el simbolismo trinitario del templo.

## Cultura
La Catedral de la Santísima Trinidad no solo es un lugar de culto, sino también un patrimonio arquitectónico e histórico de gran valor para la región. Es un símbolo de la fe católica en el Beni y un punto de referencia en la ciudad de Trinidad. Además, la catedral es la sede del Vicariato Apostólico del Beni, establecido el 1 de diciembre de 1917 por el Papa Benedicto XV. Esta jurisdicción eclesiástica abarca gran parte del departamento del Beni y está directamente sujeta a la Santa Sede.

## Ubicación
La catedral se encuentra en el centro de la ciudad de Trinidad, en la acera sur de la plaza principal, en la avenida Germán Busch. Su ubicación céntrica la convierte en un punto de encuentro para la comunidad y un atractivo turístico para quienes visitan la región.